# Arènes de Dax
Les arènes de Dax, situées parc Théodore-Denis à Dax, sont édifiées en 1913. Des corridas et le Grand concours landais y sont organisés à l'occasion des fêtes de Dax (six jours autour du 15 août jusqu'en 2012, cinq jours à partir de 2013) et le festival Toros y Salsa, le deuxième week-end de septembre. Elles font partie des sept arènes françaises de première catégorie, les autres étant celles de Bayonne, Mont-de-Marsan, de Vic-Fezensac, de Nîmes, de Béziers et d'Arles.

## Historique

### Les premières arènes de bois
Jusqu'au XVIIIe siècle, les courses landaises ont lieu à l’extrémité sud de l'actuelle rue des Fusillés où se trouvait l'hôtel de ville. Ce n'est cependant qu'en 1784 qu'elles sont officiellement autorisées par le gouverneur de Guyenne, à la condition que la place soit « close et fermée de barrières » pour éviter les accidents. Puis les courses de taureaux se déroulent à l'emplacement de l’ancien couvent des Cordeliers qui devient par la suite la place de la Course.
En 1857, les arènes ont la forme d'un fer à cheval long d'une quarantaine de mètres et d'une contenance de 2000 places environ. Les courses connaissant un succès croissant, les arènes en bois sont agrandies en 1890. Mais cette année-là, l'histoire de la course landaise dacquoise connaît une période d'échauffement car l'autorité préfectorale veut interdire les courses landaises. La rue du Toro commémore cet épisode, car ce jour-là, une vache s'échappe des arènes avant d'être achevé dans cette rue par un landais Paul Nassiet, homme de confiance, landais également, Félix Robert.
Les courses continuent à se dérouler dans ces mêmes arènes en bois jusqu'en 1912 (malgré un violent incendie qui les détruit aux trois quarts en août 1908).

### Les arènes permanentes
Après de nombreuses décennies de courses landaises dans ces arènes en bois démontables, le conseil municipal de Dax décide le 14 février 1911 la construction d'arènes permanentes en ciment armé, à l'issue d'un vote départageant seize votes positifs contre quatre négatifs. Après cet accord de principe, la décision est définitivement arrêtée le 15 juin de la même année, à vingt contre quatre. L'ultime course landaise sur la place de la Course se déroule alors le 29 août 1911.
Ces nouvelles arènes ont été dessinées par Albert Pomade, architecte né à Mont-de-Marsan en 1880, nommé architecte municipal en 1908. Elles sont édifiées sur la rive de l'Adour, au dos des remparts historiques, non loin du centre-ville et de l'ancienne place de la Course. Le choix d'une peinture blanche crue et d'une architecture extérieure au style andalou semble être inspiré de la Plaza de Toros de Séville. L'inauguration de cet édifice de 5 500 places a lieu le 10 mai 1913 à 16h par Octave Lartigau, maire de Dax.

Corrida de l'inauguration
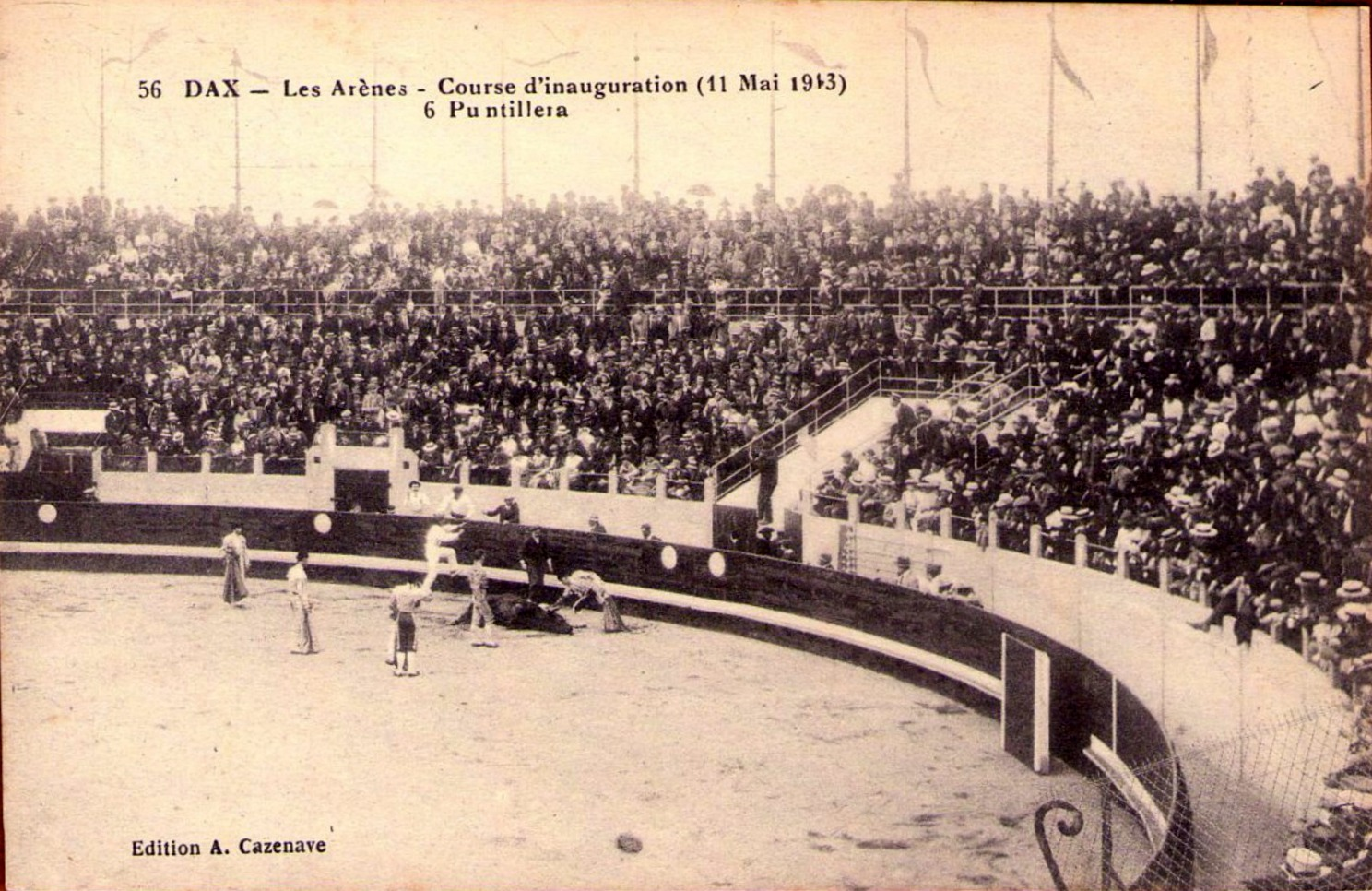
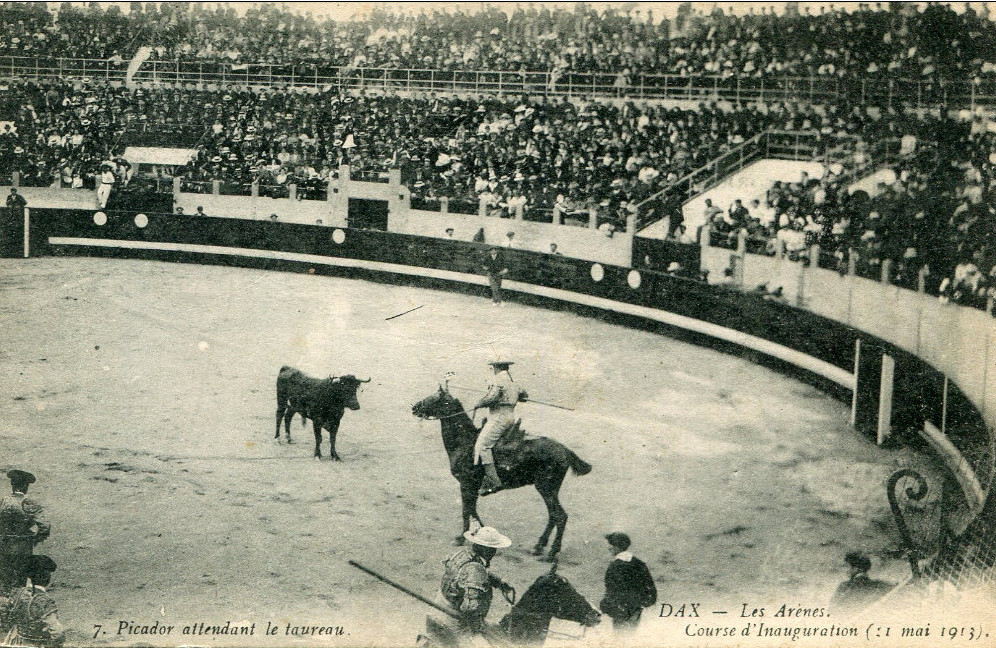

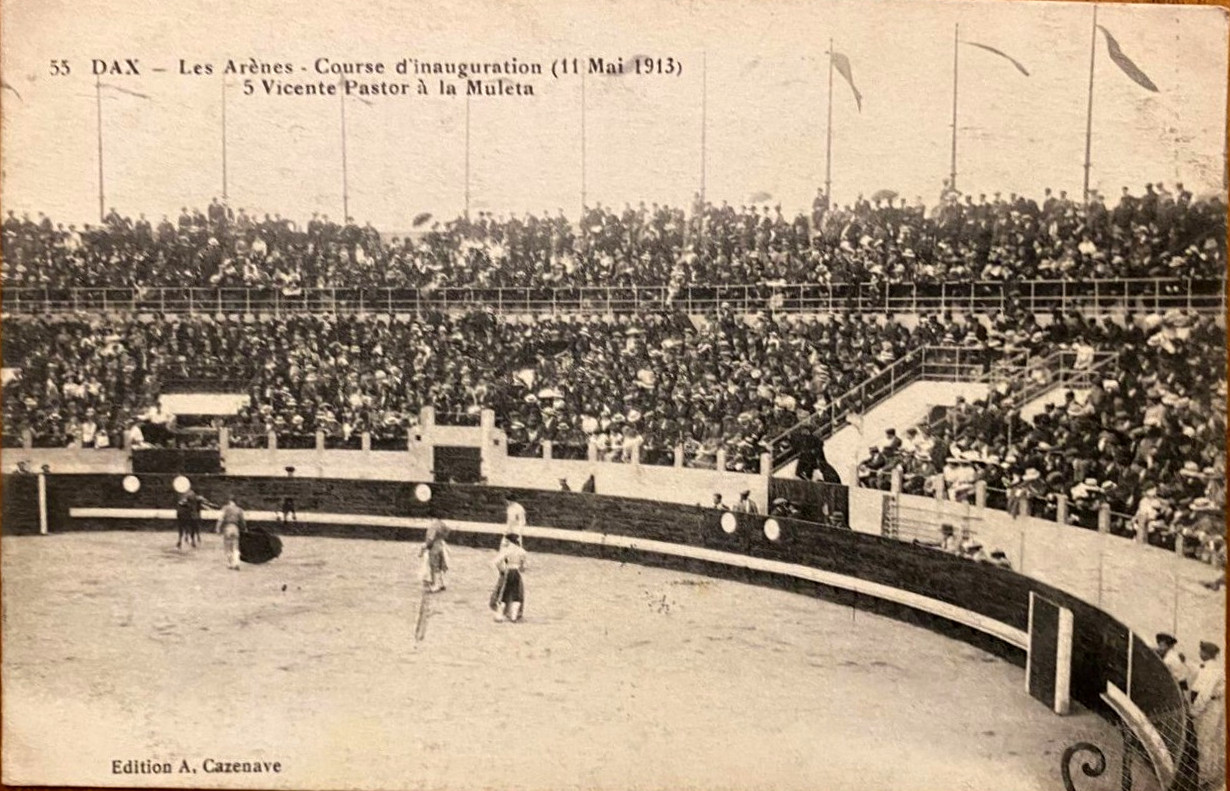
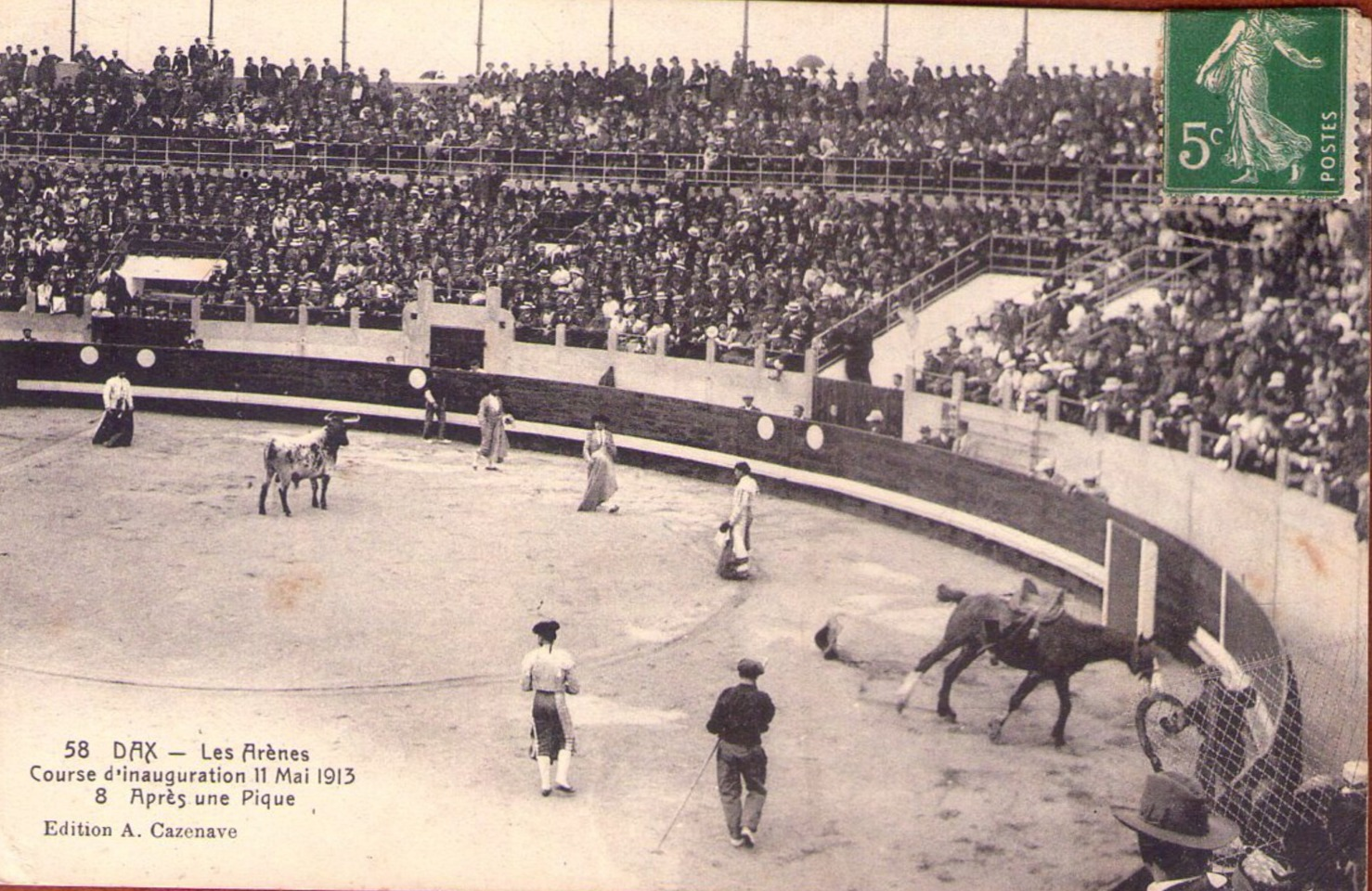
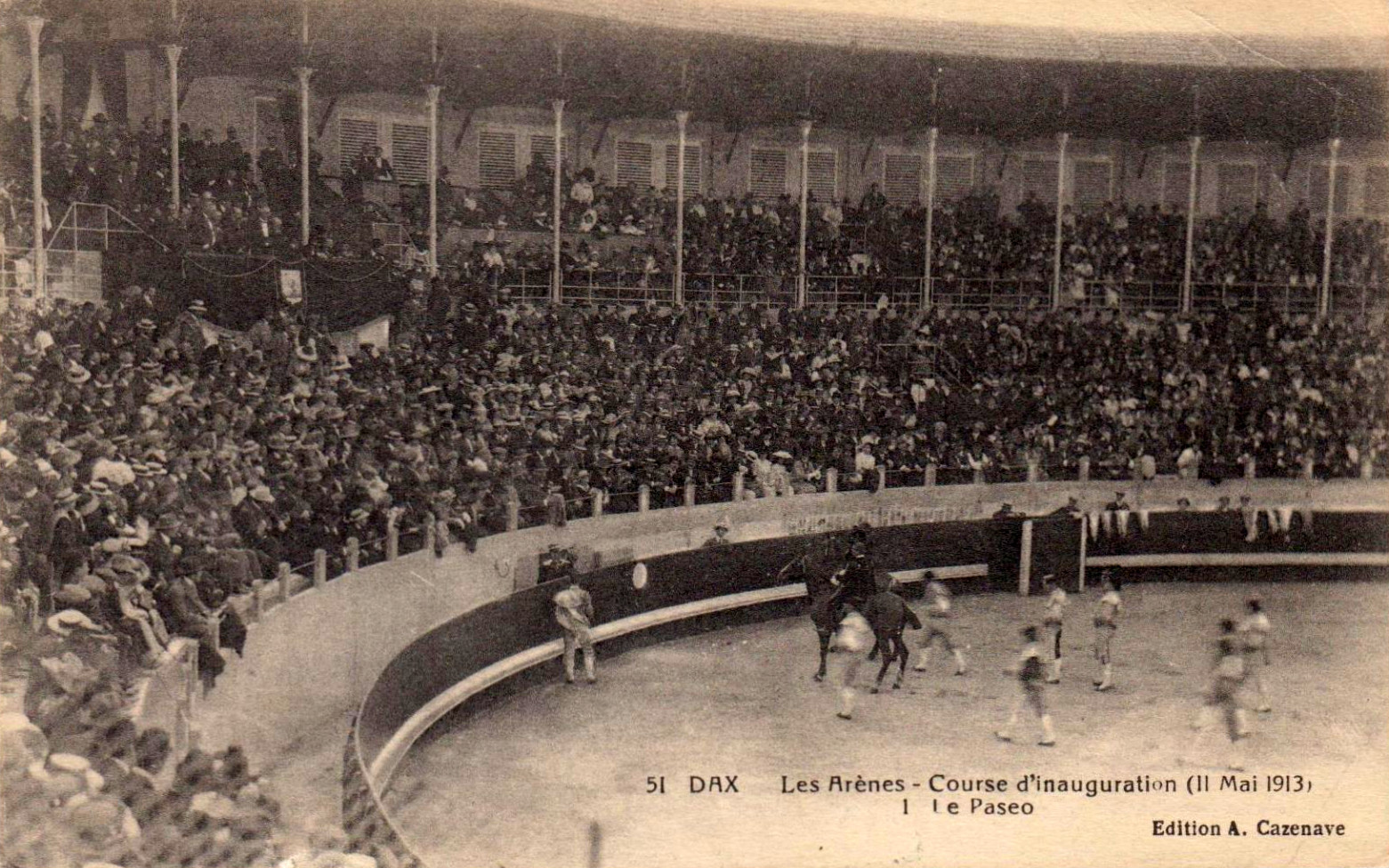

En 1932, dix jours avant la course landaise des fêtes annuelles, plus aucune place n'est disponible à l'achat. Devant ce succès, Eugène Milliès-Lacroix, maire de Dax, décide de relever un incroyable défi : augmenter la capacité du lieu d'ici l’événement imminent. Dix jours durant, les menuisiers et charpentiers travaillent en continu le bois pour réussir le challenge. Le jour J, les arènes voient ainsi son nombre de places monter de 5 500 à 8 000.
Il est possible de découvrir par la conciergerie (boulevard Paul-Lasaosa) le patio de caballos et la chapelle des toreros, lieu de recueillement où les matadors sollicitent la protection de la Vierge avant la corrida. Les arènes de Dax ont été les premières en France à posséder une infirmerie avec service chirurgical d'urgence.
Par arrêté du 29 novembre 2013, la totalité des arènes sont inscrites au titre des monuments historiques.

## Présentation
Durant les spectacles taurins organisés dans les Arènes de Dax, deux bandas sont habituellement conviées pour assurer la musique : la peña Los Calientes, de Dax, ainsi que l'Harmonie de la Nèhe. Le paso doble joué lors du paseo est Flor de España.

## Cartels passés
- 2012 :
  - 9 septembre : Toros de Garcigrande, pour Curro Diaz (remplacé par Enrique Ponce) (silence ; légère bronca après deux avis), El Juli (salut après un avis ; silence) et Manzanares (José María Dolls Samper) (deux oreille ; salut après avis).
  - 8 septembre : Toros de Fuente Ymbro, pour El Cid (silence ; silence), Iván Fandiño (une oreille après avis ; deux oreilles) et David Mora (silence ; une oreille).
  - 15 août : Toros de Baltasar Iban, pour Diego Urdiales (silence après avis ; silence après avis), Sergio Aguilar (silence ; silence) et Juan del Álamo (ovation ; une oreille contestée).
  - 15 août (rejon) : Toros de Murube, pour Pablo Hermoso de Mendoza, Leonardo Hernandez et Joao Moura Jr.
  - 14 août : Toros de Zalduendo, pour Morante de la Puebla (forte ovation ; silence), Manzanares (José María Dolls Samper) (remplacé par Miguel Angel Perera) (ovation ; forte ovation) et Alejandro Talavante (ovation ; une oreille).
  - 13 août : Toros de Alcurrucen, pour Juan Bautista (une oreille ; ovation), El Cid (silence ; silence après un avis), Thomas Dufau (silence ; silence).
  - 12 août : Toros de Jose Escolar Gil, pour Fernando Robleño (vuelta ; ovation), Javier Castaño (faible bronca ; une oreille), et Alberto Aguilar (une oreille ; deux oreilles).
  - 11 août : Toros de Jandilla, pour Enrique Ponce (remplacé par Curro Diaz) (salut au tiers ; silence), El Juli (silence ; forte ovation) et Daniel Luque (silence ; division).
- 2011 :
  - 11 septembre : Toros de Victoriano del Rio, pour Morante de la Puebla (bronca ; silence après un avis), El Juli (silence ; ovation) et El Cid (ovation ; ovation).
  - 10 septembre : Toros de Nuñez del Cuvillo, pour Enrique Ponce (silence ; silence après un avis), Manzanares (José María Dolls Samper) (deux oreilles et la queue ; une oreille) et Miguel Angel Perera (silence ; silence).
  - 16 août : Toros de La Quinta, pour Curro Diaz (silence ; ovation), El Juli (une oreille ; silence) et Miguel Angel Perera (bronca ; silence).
  - 15 août : Toros de Victorino Martin, pour Diego Urdiales (silence ; vuelta), Julien Lescarret (applaudissements ; silence) et Sergio Aguilar (une oreille après avis ; silence).
  - 14 août : Toros de Dolores Aguirre, pour Juan Jose Padilla (ovation ; une oreille), Rafaelillo (division ; silence) et Alberto Aguilar (vuelta ; applaudissements).
  - 14 août (rejon) : Toros de Fermín Bohórquez, pour Fermín Bohórquez Domecq, Pablo Hermoso de Mendoza et Manuel Lupi.
  - 13 août : Toros de Ana Romero, pour Enrique Ponce (division ; division), El Cid (une oreille ; une oreille après deux avis) et Juan Bautista (division ; une oreille).
  - 12 août : Toros de El Pilar, pour Morante de la Puebla (division ; ovation), Manzanares (José María Dolls Samper) (ovation après un avis ; salut après un avis) et Thomas Dufau (ovation ; silence après un avis).
- 2010
  - 13 août : Toros de Daniel Ruiz pour Enrique Ponce, « Morante de la Puebla » et Daniel Luque
  - 14 août : Toros de Victorino Martín pour José Luis Moreno, Diego Urdiales et Alberto Aguilar
  - 15 août :
    - Corrida de rejón ; toros de Fermin Bohorquez pour Fermin Bohorquez, Pablo Hermoso de Mendoza et Manolo Manzanares
    - Toros de Conde de Mayalde pour « Rafaelillo », Sergio Aguilar et Mehdi Savalli

  - 16 août : Toros d'El Pilar pour « El Cid », Sébastien Castella et Luis Bolívar
  - 17 août : Toros d'Ana Morero pour Curro Díaz, « El Juli » et Miguel Ángel Perera
- 2009
  - 13 août : Toros de D. Antonio Bañuelos pour Uceda Leal, Juan Bautista et Luis Bolívar
  - 14 août : Toros de Daniel Ruiz pour Enrique Ponce, « El Juli » et José María Manzanares II
  - 15 août : Toros de Los Bayones pour Iván Vicente, « Morenito de Aranda » et Sergio Aguilar
  - 16 août :
    - Corrida de rejón ; toros de Niño de la Capea pour Fermín Bohorquez, Pablo Hermoso de Mendoza et Manolo Manzanares
    - Toros d'El Pilar pour Julio Aparicio, « El Cid » et Sébastien Castella

  - 17 août : Toros de Hoyo de la Gitana pour « El Fundi », Diego Urdiales et Julien Lescarret
- 2008
  - 13 août : Toros du Conde de Mayalde pour Curro Díaz, « El Cid » et Alejandro Talavante
  - 14 août : Toros de D. Antonio Bañuelos pour Luis Bolívar, Daniel Luque et Joselito Adame
  - 15 août :
    - Corrida de rejón ; toros de Niño de la Capea pour Andy Cartagena, Diego Ventura et João Moura
    - Toros de Hoyo de la Gitana pour « El Fundi », « Rafaelillo » et Julien Lescarret

  - 16 août 2010 : Toros de Samuel Flores pour Enrique Ponce, Juan Bautista et « Serranito »
  - 17 août : Toros de Victoriano del Río pour « El Juli », José María Manzanares II et Miguel Ángel Perera
- 2007
  - 11 août : Toros de D. Antonio Bañuelos pour « El Fundi », José Tomás et Sébastien Castella
  - 12 août : Toros de Hoyo de la Gitana pour Denis Loré, Sánchez Vara et Julien Lescarret
  - 13 août : Toros du Conde de Mayalde pour César Rincón, Miguel Ángel Perera et Luis Bolívar
  - 14 août : Toros de Montalvo pour « El Juli », Juan Bautista et Fernando Cruz
  - 15 août :
    - Corrida de rejón ; Andy Cartagena, Diego Ventura et Joao Moura
    - Toros de Los Bayones pour Enrique Ponce, Curro Díaz et « El Cid »
- 2006
  - 12 août : Toros de Victoriano del Río pour César Rincón, « El Cid » et Salvador Vega
  - 13 août : Toros de Adelaida Rodríguez pour Juan José Padilla, Luis Vilches et Iván García
  - 14 août : Toros de Daniel Ruiz pour « El Juli », Sébastien Castella et Miguel Ángel Perera
  - 15 août :
    - Corrida de rejón ; toros de Sánchez Cobaleda pour Raúl Martín Burgos, Andy Cartagena et Diego Ventura
    - Toros de D. Antonio Bañuelos pour « El Fundi » (vuelta et 2 oreilles), Juan Bautista (2 oreilles et 2 oreilles) et Julien Lescarret (oreille et salut)

  - 16 août : Toros de Mercedes Pérez-Tabernero pour Enrique Ponce, César Jiménez et José María Manzanares II
- 2005
  - 12 août : Toros de Montalvo pour Fernando Cepeda, « El Cid » et Julien Lescarret
  - 13 août : Toros de José Escolár Gil pour « El Fundi », Stéphane Meca et Juan José Padilla
  - 14 août : Toros de D. Antonio Bañuelos pour César Rincón, Uceda Leal et César Jiménez
  - 15 août :
    - Corrida de rejón ; toros de Sánchez Cobaleda pour Raúl Martín Burgos, Andy Cartagena et Diego Ventura
    - Toros de Javier Sánchez-Arjona pour « Morante de la Puebla », Salvador Vega et Matías Tejela

  - 16 août : Toros d'El Ventorrillo pour Enrique Ponce, Salvador Vega et Miguel Ángel Perera
- 2004
  - 13 août : Toros d'El Ventorillo pour César Rincón, Uceda Leal et Salvador Vega
  - 14 août : Toros de Miura pour Denis Loré, « El Fundi » et Luis Vilches
  - 15 août :
    - Corrida de rejón ; toros de Sánchez Cobaleda pour Raúl Martín Burgos, Andy Cartagena et Diego Ventura
    - Toros de Torrestrella pour César Rincón, « El Juli » et Fernando Cruz

  - 16 août : Toros de Samuel Flores pour Enrique Ponce, Sébastien Castella et Leandro Marcos
  - 17 août : Toros de Victorino Martín pour Stéphane Meca (oreille et oreille), Juan José Padilla (oreille et pétition de la seconde et silence) et « El Cid » (oreille après avis et oreille)
- 2003
  - 13 août : Toros de Victoriano del Río pour « Morante de la Puebla », « El Juli » (une oreille) et César Jiménez
  - 14 août : Toros de Manolo González pour Francisco Rivera Ordóñez (une oreille), Antonio Ferrera et Sébastien Castella (silence et silence)
  - 15 août :
    - Corrida de rejón ; toros de Sánchez Cobaleda pour Andy Cartagena (deux oreilles et la queue) et Diego Ventura (trois oreilles)
    - Toros de Dolores Aguirre pour Juan José Padilla (une oreille), Eduardo Dávila Miura et Antón Cortés

  - 16 août : Toros de Victorino Martín pour Stéphane Meca, « El Cid » (une oreille et une oreille) et Javier Valverde
  - 17 août : Toros de Samuel Florés pour Enrique Ponce (une oreille), Javier Conde et Salvador Vega (une oreille)
- 2002
  - détails ici
- 2001

- 2000

- 1999[6]
  - 13 août : Toros de Jandilla pour Manuel Caballero (avis et sifflets, sifflets), José Tomás (une oreille et une oreille), « El Juli » (salut au tier et sifflets)
  - 14 août : Toros de Torrestrella pour César Rincón (une oreille et salut aux tiers), Manuel Diaz « El Cordobés » (deux oreilles et salut aux tiers) , Uceda Leal (une oreille et silence)
  - 15 août : Toros de Diego Puerta Dianez y Hermanos pour Paco Ojeda (une oreille et vuelta), Manuel Diaz « El Cordobes » (silence et salut aux tiers), Diego Urdiales qui prenait l'alternative, (vuelta et vuelta avortée)
  - 16 août : Toros de Cebada Gago pour Stéphane Meca (une oreille et sifflets), Pepin Liria (avis partagés et une oreille), José Luis Moreno (sifflets et silence)
  - 17 août : Toros de Samuel Flores pour Enrique Ponce (deux oreilles et deux oreilles et la queue), « Morante de la Puebla » (deux oreilles et deux oreilles), Miguel Abellán (une oreille et deux oreilles)
- 1998
  - détails ici